# Paduniella martynovi
Paduniella martynovi là một loài Trichoptera trong họ Psychomyiidae. Chúng phân bố ở miền Cổ bắc.